# The Fast and the Furious: Tokyo Drift (soundtrack)
The Fast and the Furious: Tokyo Drift (Original Motion Picture Soundtrack) is de originele soundtrack van de film The Fast and the Furious: Tokyo Drift. Het album werd uitgebracht op 20 juni 2006 door Universal Motown.
Het album bevat muziek van verschillende artiesten die in de film zijn gebruikt. Het laatste nummer op het album bevat de originele filmmuziek van Brian Tyler in samenwerking met gitarist Slash.

## Nummers
1. Tokyo Drift (Fast & Furious) - Teriyaki Boyz (4:19)
2. Six Days (The Remix) - DJ Shadow & Mos Def (3:54)
3. The Barracuda - The 5.6.7.8's (2:34)
4. Restless - Evil Nine (4:56)
5. Round Round - Far East Movement & Storm (3:22)
6. She Wants to Move - N.E.R.D (3:32)
7. Cho Large - Teriyaki Boyz (5:17)
8. Resound - Dragon Ash & Hide (4:47)
9. Speed - Atari Teenage Riot (2:49)
10. Bandoleros - Don Omar & Tego Calderón (5:07)
11. Conteo - Don Omar (3:16)
12. Mustang Nismo - Brian Tyler & Slash (2:30)

## Hitnoteringen
| Hitlijst                               | Hoogste positie |
| -------------------------------------- | --------------- |
| Australische albums (ARIA)             | 77              |
| Duitse albums (Offizielle Top 100)     | 25              |
| Franse albums (SNEP)                   | 79              |
| Oostenrijkse albums (Ö3 Austria)       | 8               |
| Vlaamse albums (Ultratop)              | 51              |
| Waalse albums (Ultratop)               | 72              |
| Zwitserse albums (Schweizer Hitparade) | 14              |

## The Fast and the Furious: Tokyo Drift (Original Score)
The Fast and the Furious: Tokyo Drift (Original Score) is de tweede soundtrack van de film The Fast and the Furious: Tokyo Drift. Het album werd uitgebracht op 27 juni 2006 door Varèse Sarabande.
Het album bevat alleen de originele filmmuziek die werd gecomponeerd, gedirigeerd en geproduceerd door Brian Tyler. Het nummer Welcome to Tokyo schreef Tyler samen met Slash.

## Nummers
1. Touge (0:46)
2. The Fast and the Furious: Tokyo Drift (7:05)
3. Saucin'  (4:28)
4. Neela Drifts (3:27)
5. Preparation (1:10)
6. N20 (1:10)
7. Mustang Nismo - Slash (2:21)
8. Underground (1:33)
9. Hot Fuji (1:55)
10. This Is My Mexico (1:23)
11. Welcome to Tokyo - Slash (1:54)
12. DK vs. Han (3:32)
13. Downtown Tokyo Chase (2:33)
14. Aftermath (1:22)
15. Empty Garage (1:01)
16. DK's Revenge (1:09)
17. Journey Backwards (0:58)
18. Sumo - Slash (1:37)
19. Shaun's Crazy Idea (2:44)
20. Dejection (1:12)
21. Kamata (1:32)
22. Two Guns (1:29)
23. I Gotta Do This (1:14)
24. Megatron (2:16)
25. Neela Confronts DK (1:47)
26. Winner ... Gets ... Me (1:21)
27. War Theory (1:54)
28. I Don't Need You to Save Me (0:57)
29. Neela (1:44)
30. Symphonic Touge (6:50)